# さそり座AR星
さそり座AR星（さそりざARせい、英語: AR Scorpii）は、さそり座の方向に約380光年離れた位置にある連星系である。主星は白色矮星で、伴星は太陽よりも小さな赤色矮星である。

## 特徴
主星の白色矮星の大きさは太陽のわずか1%で、地球とほぼ同程度だが、質量は太陽の0.81倍から1.29倍とされている。伴星の赤色矮星は太陽の0.36倍の大きさと、0.28倍から0.45倍の質量を持つ。
元々、さそり座AR星は3.56時間周期で変光を繰り返す変光星で、たて座δ型変光星に分類されていた。しかし、近年の観測によって、この連星系が3.56時間周期とは異なる、1.97分周期の変光が存在する事が分かった。この周期は、変光星としてはあまりにも短い。2016年、Buckleyらの研究チームが、この連星系を詳しく観測したところ、主星の白色矮星が、パルサーと同じように、電磁波を放出させながら自転している事が判明した。それまで、パルサーはいくつも発見されていたが、白色矮星のパルサーは、理論上では存在するとされていたものの、実際に観測された例は無かった。白色矮星からは、光速に近い速度で、電子などの電磁波が放出されている。それが時折、伴星の赤色矮星に衝突する事で、1.97分周期の変光をもたらしていると考えられている。
伴星は主星の強い重力により、毎年、太陽質量の1×10−9倍分の表面のガスが、主星に吸収されている。さそり座AR星の異常な性質は最初、アマチュア天文家によって発見された。